# وحشت در نیدل پارک
وحشت در نیدل پارک (انگلیسی: The Panic in Needle Park) فیلمی به کارگردانی جری شاتزبرگ است که در سال ۱۹۷۱ منتشر شد. این اولین کار حرفه‌ای آل پاچینو در سینما بود.

## بازیگران
- آل پاچینو
- کیتی وین
- ریچارد برایت
- روتانیا آلدا
- رائول هولیا
- جو سانتوس
- پل سوروینو

## خلاصه داستان
مروری بر زندگی رقت انگیز بابی و هلن، عاشق و معشوقی منهتنی که گرفتار مواد مخدر هستند…